# Macgregoromyia benguetensis
Macgregoromyia benguetensis är en tvåvingeart som beskrevs av Alexander 1929. Macgregoromyia benguetensis ingår i släktet Macgregoromyia och familjen storharkrankar. Inga underarter finns listade i Catalogue of Life.